# Antonio Ottoboni
Antonio Ottoboni (1646–1720) est un général napolitain, père du Cardinal Pietro Ottoboni,.
Le prince Antonio Ottoboni, général de l'armée pontificale, est venu à Naples en 1694.
Tout comme son fils, le Cardinal Ottoboni, le Prince Antonio est un fervent protecteur de la musique. Il fournit le livret d'un oratorio d'Alessandro Scarlatti, la deuxième version d'une partition de La Giuditta en 1697, ainsi que des textes de nombreuses cantates.
Avant 1707, probablement en 1703 ou 1704, il nomme Scarlatti son maestro di cappella.